# Wakapau
Wakapau – miasto w Gujanie, w regionie Pomeroon-Supenaam.